# Subfundusz
Subfundusz – wydzielony portfel w funduszu inwestycyjnym z wydzielonymi subfunduszami. Praktycznie jest to quasi-fundusz wydzielony wewnątrz głównego funduszu inwestycyjnego, nie posiadający osobowości prawnej, posiadający za to własne ograniczenia inwestycyjne, cel inwestycyjny, wysokość opłat, osobno wyceniany (i wyniki prezentowane są w osobnym sprawozdaniu finansowych ‘jednostkowym’, stanowiącym część sprawozdania finansowego całego funduszu) itp. Zobowiązania jednego subfunduszu nie obciążają pozostałych subfunduszy. Większość przepisów dotyczących funduszy inwestycyjnych stosuje się odpowiednio.
W praktyce subfundusze w ramach „funduszu parasolowego” tworzy się w celu optymalizacji podatkowej: wewnątrz funduszu z wydzielonymi subfunduszami istnieje możliwość przenoszenia środków (odkupywanie jednych jednostek uczestnictwa i w zamian za uzyskane środki nabywanie jednostek uczestnictwa w subfunduszu docelowym) między jednym subfunduszem a drugim bez płacenia podatków przy konwersji (podatek naliczany jest przy odkupywaniu, wynikiem którego jest wyjście środków z odkupienia poza fundusz).
Pełną listę subfunduszy prezentuje się w prospekcie informacyjnym całego funduszu.